# Butterfly (chanson de Superbus)
Pour les articles homonymes, voir Butterfly.
Singles de Superbus
Le Rock à Billy Lola
Pistes de Wow
Ramdam Over you
Butterfly est une chanson du groupe de rock français Superbus, extraite de leur troisième album Wow, diffusée en radio dès le 24 juillet 2006 puis parue en single en mars 2007 et classée no 11 en France.

## Histoire
Le morceau, interprété par la voix principale du groupe Jennifer Ayache, est en français et en anglais. Les riffs de guitares et nombreux arrangements vocaux sont mis en avant, donnant à la chanson un air de rock californien.
Cette chanson peut être chantée dans le jeu vidéo musical SingStar Pop Hits. Elle fait aussi partie de la bande originale du jeu vidéo FIFA 08.
La chanson Eighteen étant tout d'abord prévue à la place de Wow n'y a jamais figuré et fut insérée en face B de Butterfly.
Le clip est réalisé par Arno Bani (qui réalise aussi Lola, Travel the World et Lova Lova). On y voit le groupe se faire progressivement recouvrir eux et leurs instruments de paillettes au fur et à mesure qu'ils interprètent le titre. Peu avant la fin du court-métrage les membres du groupe se mettent à détruire leur matériel, sauf Jennifer Ayache, continuant de chanter, et François Even qui protège sa basse de Patrice Focone.

## Classement
| Classement (2006)                       | Meilleure position |
| --------------------------------------- | ------------------ |
| Belgique (Wallonie Ultratop 50 Singles) | 40                 |
| France (SNEP)                           | 11                 |